# Vojtech Hatala
Vojtech Hatala (17. dubna 1930 Trnava – 21. listopadu 1985 Bratislava) byl slovenský právník, vysokoškolský učitel, československý politik Komunistické strany Slovenska a poslanec Slovenské národní rady a Sněmovny národů Federálního shromáždění na počátku normalizace, pak odstaven z politických funkcí.

## Biografie
V letech 1966–1969 působil na postu děkana Právnické fakulty Univerzity Komenského v Bratislavě. Zabýval se tematikou trestního práva a kriminologie.
V letech 1968–1969 se uvádí jako účastník zasedání Ústředního výboru Komunistické strany Slovenska, v roce 1968 i jako člen ÚV KSS.
Angažoval se v reformním hnutí během pražského jara. Zabýval se přípravou nové ústavy Československa. Na podzim 1968 vedl veřejné polemiky proti návrhům České národní rady, které označil za pokus o návrat k sevřenější federaci, zejména v ekonomické oblasti. Byl označován za jednoho z hlavních expertů na hospodářské souvislosti federalizace státu. Po federalizaci Československa usedl v lednu 1969 do Sněmovny národů Federálního shromáždění. Nominovala ho Slovenska národní rada, v níž také zasedal. Ve federálním parlamentu setrval jen do prosince 1969, kdy rezignoval na poslanecký post v SNR a tudíž ztratil i křeslo ve FS. Ztráta mandátu oznámena na schůzi FS v květnu 1970. Po invazi vojsk Varšavské smlouvy do Československa ho Ústřední výbor Komunistické strany Československa zařadil na seznam „představitelů a exponentů pravice“. V té době je uváděn jako děkan Právnické fakulty Univerzity Komenského Bratislava.